# Приорільський заказник
Приорі́льський — ландшафтний заказник загальнодержавного значення. Розташований у межах Самарівського району Дніпропетровської області, на північний захід і південний схід від міста Перещепине.
Площа 8377 га. Створений у 1998 році. Керівна організація: Новомосковський держлісгосп.
Охороняється ділянка заплави і тераси річки Орелі з метою збереження унікальних типово степових, солонцевих, солончакових і лучних екосистем. З рослин поширені сальвінія плаваюча, плодоріжка болотна, рябчик малий, брандушка різнобарвна.
На території заказника зафіксовано бл. 3700 видів комах, серед яких трапляються сколія-гігант, дозорець-імператор, жук-олень, жужелиця угорська, бражник дубовий. З тварин водяться мідянка, гадюка степова східна, чапля жовта, орел-карлик, дрохва, тхір степовий, норка європейська, борсук, видра річкова, занесені до Червоної книги України.